# Josef Albert Amann (orvos, 1832–1906)
Josef Albert Amann (1832–1906) német szülész, nőgyógyász.

## Élete
Ifjabb Josef Albert Amann szülész-nőgyógyász apja volt. Orvosi tanulmányait Münchenben és Würzburgban végezte, ahol Friedrich Wilhelm von Scanzoni asszisztenseként a szülészet és a nőgyógyászat felé fordult. 1859-ben doktorált, ezután tanulmányait a berlini, bécsi, prágai, párizsi, londoni és edinburgh-i egyetemeken folytatta. 1861-ben elsőként tartott nőgyógyászati előadásokat a müncheni Lajos–Miksa Egyetemen, ahol 1874-ben docens lett. ő állította fel a nőgyógyászati betegségek királyi poliklinikáját, illetve 1884. november 5-én az ő kezdeményezésére alakult meg az Általános Kórházon (Allgemeinen Krankenhaus) belül a Nőgyógyászati klinika is. 1884-ben bajor királyi tanácsossá nevezték ki.

## Munkái
- Über den Einfluss der weiblichen Geschlechtskrankheiten auf das Nervensystem mit besonderer Berücksichtigung des Wesens und der Erscheinung der Hysterie. 2. Aufl.,  Enke. Erlangen, 1874
- Zur mechanischen Behandlung der Versionen und Flexionen des Uterus. Enke. Erlangen, 1874

## Fordítás
- Ez a szócikk részben vagy egészben  a   Josef Albert Amann című német Wikipédia-szócikk ezen változatának fordításán alapul.  Az eredeti cikk szerkesztőit annak laptörténete sorolja fel. Ez a jelzés csupán a megfogalmazás eredetét és a szerzői jogokat jelzi, nem szolgál a cikkben szereplő információk forrásmegjelöléseként.